# Морські патрульні кораблі класу «Рівер»
Кораблі класу «Рівер» — це морські патрульні кораблі (OPV) Британського королівського флоту (RN). Згідно з термінологією ВМС Великої Британії, вони офіційно називаються офшорними патрульними суднами (OPV). Вони замінюють кораблі класів Island і Castle випуску 1970-х років. Всього для британського флоту було побудовано дев'ять одиниць, а ще п'ять човнів було збудовано на експорт.

## Історія
У 2001 році Королівський флот уклав контракт на будівництво трьох глибоководних патрульних катерів зі збройовою компанією Vosper Thornycroft (VT) в Саутгемптоні. Вони повинні були замінити п'ять менших патрульних катерів Патрульні катери типу «Айленд» класу Island. Особливістю є те, що частини після завершення залишилися у володінні VT і були орендовані для використання ВМС. Відповідний договір укладено на п’ять років. Після закінчення цього терміну ВМС можуть скасувати, продовжити або купити кораблі. Першим з трьох кораблів, які надійшли на озброєння, був HMS Tyne (P281) у червні 2003 року, за ним слідував HMS Severn (P282) у липні і, нарешті, HMS Mersey (P283) у листопаді. Кораблі призначені для патрулювання британських територіальних вод навколо Британських островів.
У лютому 2005 року ВМС доручили Vosper Thornycroft побудувати четвертий корабель цього класу. Однак, порівняно з кораблями першої серії, HMS Clyde (P284) мав би більшу водотоннажність і більш важке озброєння. Він надійшов на озброєння в січні 2007 року, замінивши два кораблі класу Castle. Її завданням було патрулювання територіальних вод Фолклендських островів. На відміну від двох своїх попередників, які кожні три роки повинні були повертатися до Англії для технічного обслуговування та ремонту, HMS Clyde залишався на службі в Південній Атлантиці протягом 12 років до 2019 року.
Модифікований клас River на даний момент включає два човни для Королівського флоту Таїланду, побудовані в доках Бангкока, і ще три для Королівського флоту. Останнім було доручено, зокрема, підтримувати зайнятість і нов-гау залучених верфей. Без цих замовлень існував би розрив у завантаженні потужностей між програмами нового будівництва, термін дії яких закінчився на момент розміщення замовлення в листопаді 2013 року, і будівництвом фрегатів Type 26 (класу City).

## Конструкція

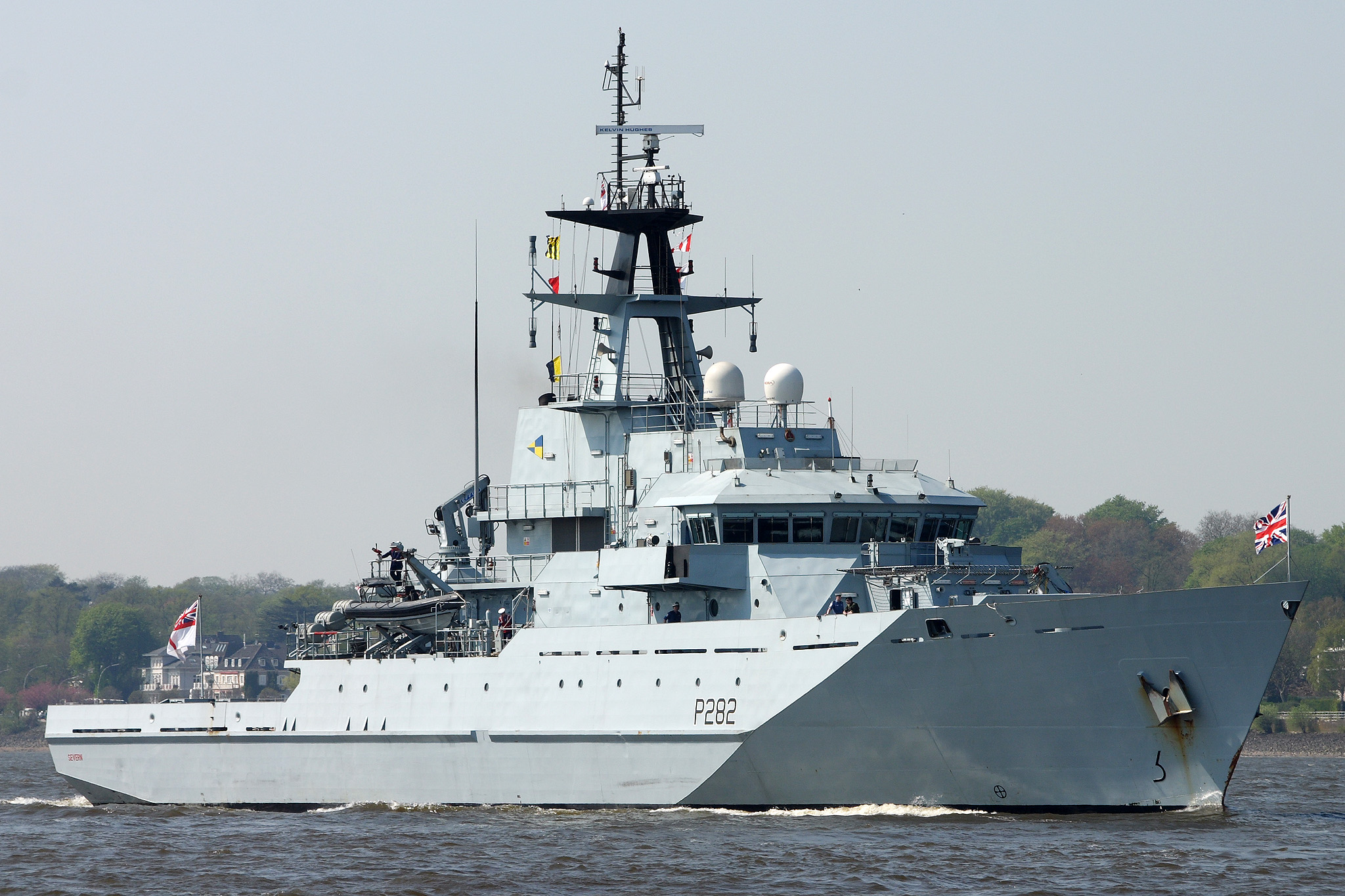
Северн на Ельбі в Гамбурзі

Кораблі значно більші за своїх попередників. Це дозволяє розмістити більш велике обладнання, а також зберігати продукти та дизельне паливо для тривалого плавання. Кораблі першої серії мають так звану робочу палубу на кормі. На ній можна встановлювати і зберігати обладнання для різних операцій. Наприклад, кораблі можуть бути обладнані для гасіння пожежі або гасіння нафти, надання допомоги при катастрофах, прийому постраждалих або транспортування легких транспортних засобів. Крім того, палуба також може використовуватися для посадки гелікоптерів середньої ваги. HMS Clyde матиме більшу палубу та регулярно перевозитиме транспортний та оглядовий вертоліт AgustaWestland AW101 «Merlin». Кожен корвет також має дві шлюпки.
Кожен корабель оснащений двома турбодизельними двигунами Ruston 12RK 270, сумарна потужність яких становить 8250 кВт. Носовий підрулюювач потужністю 280 кВт підвищує маневровість усіх чотирьох кораблів. HMS Clyde також має кормовий підрулююач потужністю 185 кВт.
Інше замовлення було знову продовжене опісля Клайда.

## Технічні характеристики
| Дані              | HMS Tyne HMS Severn HMS Mersey            | HMS Clyde                                 | Форт HMS HMS Medway HMS Trent HMS Tamar HMS Spey |
| ----------------- | ----------------------------------------- | ----------------------------------------- | ------------------------------------------------ |
| Довжина           | 79,5 м                                    | 81 м                                      | 90,5 м                                           |
| Ширина            | 13,6 м                                    | 14,1 м                                    |                                                  |
| Осадка            | 3,8 м                                     | 3,5 м                                     |                                                  |
| Тоннажність       | 1677 тонн                                 | 1900 тонн                                 | 2000 тонн                                        |
| Швидкість         | 20 вузлів                                 | 20 вузлів                                 |                                                  |
| Діапазон плавання | 7800 морських миль на швидкості 12 вузлів | 7800 морських миль на швидкості 12 вузлів | 5000 морських миль                               |
| Силова установка  | 2 × турбодизельні двигуни по 4125 кВт     | 2 × турбодизельні двигуни по 4125 кВт     |                                                  |
| Екіпаж            | 30                                        | 34                                        |                                                  |
| Озброєння         | 1 × 20-мм гармата, 2 × кулемети           | 1 × 30-мм гармата, 4 × кулемети           | 1 × 30 мм гармата                                |
| Гелікоптер        |                                           | 1 × AW101 Merlin                          | 1 × AW101 Merlin                                 |

Розміри « Крабі » по суті відповідають розмірам трьох останніх кораблів Королівського флоту. Однак він має обладнання та пристрої інших виробників. Серед іншого, це привід з дизелями MAN і 76-мм головне озброєння від Oto Melara .

## Одиниці
Велика Британія
Човни утворюють колишню ескадрилью захисту рибальства, а нині Заморський патрульний ескадрон, найстарішу ескадрилью RN, що базується в Портсмуті . Підрозділи надають часткову підтримку як Департаменту довкілля Великої Британії, так і підрозділу з охорони рибного господарства та морських справ. Четвертий човен, Clyde, служив станційним кораблем на Фолклендських островах, як описано вище. Перші чотири блоки були побудовані в VT Group в Портсмуті.
Після «Клайда» Було ще одне замовлення на п’ять одиниць. Його перший корабель, «Форт», з 2020 року служив станційним кораблем у Південній Атлантиці  і на Медвеї в Карибському морі  . «Трент » базується в Гібралтарі з 2021 року для патрулювання в Середземному морі та Гвінейській затоці. Два найновіші човни, Spey і Tamar, були розміщені в Індо -Тихоокеанському регіоні з кінця 2021 року. Це замовлення було побудоване компанією BAE Systems у Глазго . 
| Ідентифікатор | Назва      | Закладення           | Введення в експлуатацію | Зняття з експлуатації | Місцезнаходження                                                                      |
| ------------- | ---------- | -------------------- | ----------------------- | --------------------- | ------------------------------------------------------------------------------------- |
| P281          | HMS Tyne   | 27 квітня 2002 року  | 13 січня 2003 року      |                       | активний, 24. 2018 – 15 травня Тимчасово виведений з експлуатації в липні 2018 року   |
| P282          | HMS Severn | 13 січня 2003 року   | 31 липня 2003 року      |                       | активний, 27. Жовтень 2017 р. – 28. У серпні 2021 року тимчасово знято з експлуатації |
| P283          | HMS Mersey | 14 червня 2003 року  | 18 грудня 2003 року     |                       | активний                                                                              |
| P257          | HMS Clyde  | 14 червня 2006 року  | 5. липня 2007 року      | 20 грудня 2019 року   | Доставка в Бахрейн                                                                    |
| P222          | Форт HMS   | 20 серпня 2016 року  | 13 квітня 2018 року     |                       | активний                                                                              |
| P223          | HMS Medway | 23 серпня 2017 року  | 19 вересня 2019 року    |                       | активний                                                                              |
| P224          | HMS Trent  | 20 березня 2018 року | 3. серпня 2020 р.       |                       | активний                                                                              |
| P233          | HMS Tamar  | 10 жовтня 2018 року  | 17 грудня 2020 року     |                       | активний                                                                              |
| P234          | HMS Spey   | 19 червня 2019 року  | 18 червня 2021 р.       |                       | активний                                                                              |

 Бахрейн
Колишній Clyde був придбаний Бахрейном у 2020 році. Перебуває на озброєнні там із серпня 2020 року як RBNS Al Zubara  .
 Бразилія
Кораблі британського виробництва спочатку були замовлені Тринідадом і Тобаго . Після того, як вони скасували замовлення у вересні 2010 року, Бразилія придбала човни на початку 2012 року. Marinha do Brasil називає їх класом Amazon .
| Ідентифікатор | Назва    | Запуск                 | Введення в експлуатацію | Місцезнаходження |
| ------------- | -------- | ---------------------- | ----------------------- | ---------------- |
| P120          | Amazon   | 18 листопада 2009 року | 29 червня 2012 року     | активний         |
| P121          | Apa      | 15 липня 2010 року     | 30 листопада 2012 року  | активний         |
| P122          | Araguari | 16 липня 2010 року     | 21 червня 2013 року     | активний         |

 Таїланд
Будівником човнів для Королівського флоту Таїланду була суднобудівна верф Таїланду в Саттагіпі, Чонбурі .
| Ідентифікатор | Назва                 | Запуск              | Введення в експлуатацію | Місцезнаходження |
| ------------- | --------------------- | ------------------- | ----------------------- | ---------------- |
| 551           | HTMS Крабі            | 3 грудня 2011 року  | 26 серпня 2013 року     | активний         |
| 552           | HTMS Прачуап Хірі Хан | 2. серпня 2019 року | 27 вересня 2019 року    | активний         |

## Вебпосилання
- Королівський флот [Архівовано 23 червня 2011 у Wayback Machine.] (англ.)
- ВМС мають значення: HMS Tyne, Severn and Mersey [Архівовано 14 травня 2011 у Wayback Machine.]
- Військово-морські справи: HMS Clyde [Архівовано 14 травня 2011 у Wayback Machine.]